# Danserien Kemper
 (mars 2014).
Si vous disposez d'ouvrages ou d'articles de référence ou si vous connaissez des sites web de qualité traitant du thème abordé ici, merci de compléter l'article en donnant les références utiles à sa vérifiabilité et en les liant à la section « Notes et références ».
Danserien Kemper est un groupe de danse bretonne créé à Quimper en 1992. Membre de la fédération War'l Leur, devenue confédération Kenleur, le cercle évolue en première catégorie du championnat depuis 2017. 
Les Danserien Kemper ont pour objet de transmettre un des éléments de la culture bretonne : la danse traditionnelle. Le cercle porte le costume traditionnel du Pays Glazik, l'une des 66 guises recensées en Bretagne. Les adultes, les adolescents et les enfants, accompagnés par les musiciens et les chanteurs, offrent des spectacles chorégraphiques construits à partir des différents terroirs de Bretagne.

## Présentation

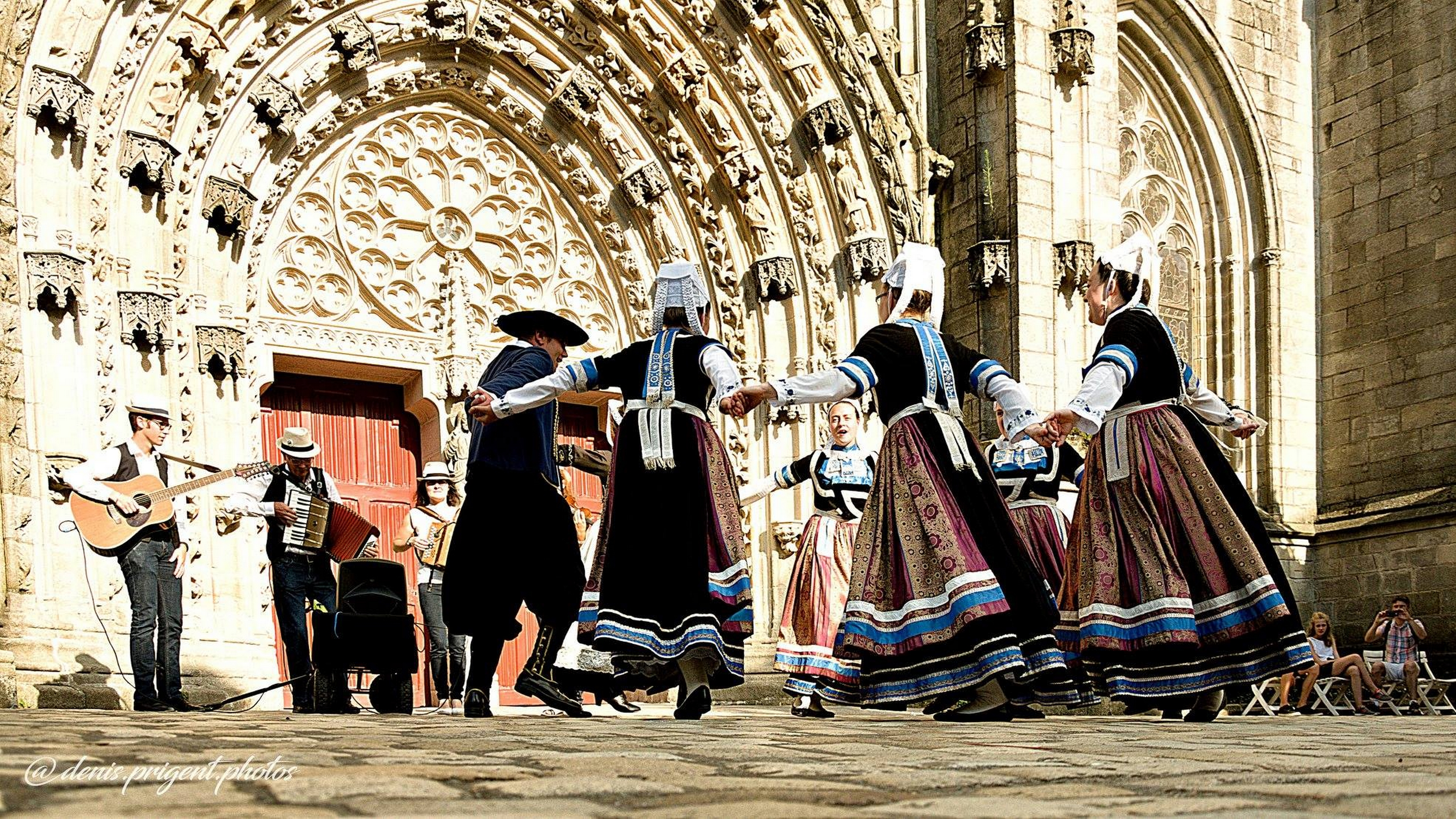
Danseurs du groupe devant la Cathédrale Saint Corentin de Quimper lors d'une animation le 12 juillet 2018 dans le cadre des soirées "Derrière les remparts : Musiques et Danses de Bretagne"

Le groupe des Danserien Kemper est un cercle celtique récent, né en 1992. Entre 2001 et 2013, le groupe évolue en deuxième catégorie du championnat War'l Leur. En 2009, il est lauréat de seconde catégorie et accède à la catégorie 2+. En 2011, il met au point la création Intemporel . Le cercle accède à la première catégorie en 2013  avec la participation à un Kement Tu avec la suite du grenier enchanté. Après trois années dans cette catégorie (1-), le cercle redescend en seconde catégorie (2+) à la fin de la saison 2016. À la suite des visionnages de la saison 2017 et de la participation d'un Kement Tu, le cercle est de nouveau classé en première catégorie (1-)
Le cercle est amené à se produire à travers toute la Bretagne mais aussi sur la France entière et même à l'étranger. Pour la saison 2013, le groupe adulte du cercle s'est produit au Festival Folklorique International de Marrakech au Maroc et le groupe enfant à la 35e Fête Internationale des enfants à Izmir en Turquie. En 2018, le cercle a également représenté la Bretagne au Maroc lors du festival "Marrakech Folfklore Days".

### Objectifs
Les Danserien Kemper ont pour objet de participer à la sauvegarde et à la transmission de plusieurs éléments du patrimoine culturel immatériel de Bretagne, à savoir la danse traditionnelle et les savoir-faire liés à la fabrication des costumes traditionnels.
Pour cela, différentes actions sont mises en place :
- Former à la danse bretonne :

Le cercle assure une formation initiale et continue aux danses traditionnelles de Bretagne, aux adhérents de l’association.
L’accent est également mis sur la formation du groupe enfant, future relève du groupe adulte, afin d’assurer la continuité et la pérennité de la vie culturelle.
- Diffuser notre patrimoine vivant :

Chaque année, le cercle élabore un spectacle permettant la diffusion de notre patrimoine vivant vers le public. Ce spectacle constitue le témoignage de leur identité culturelle.

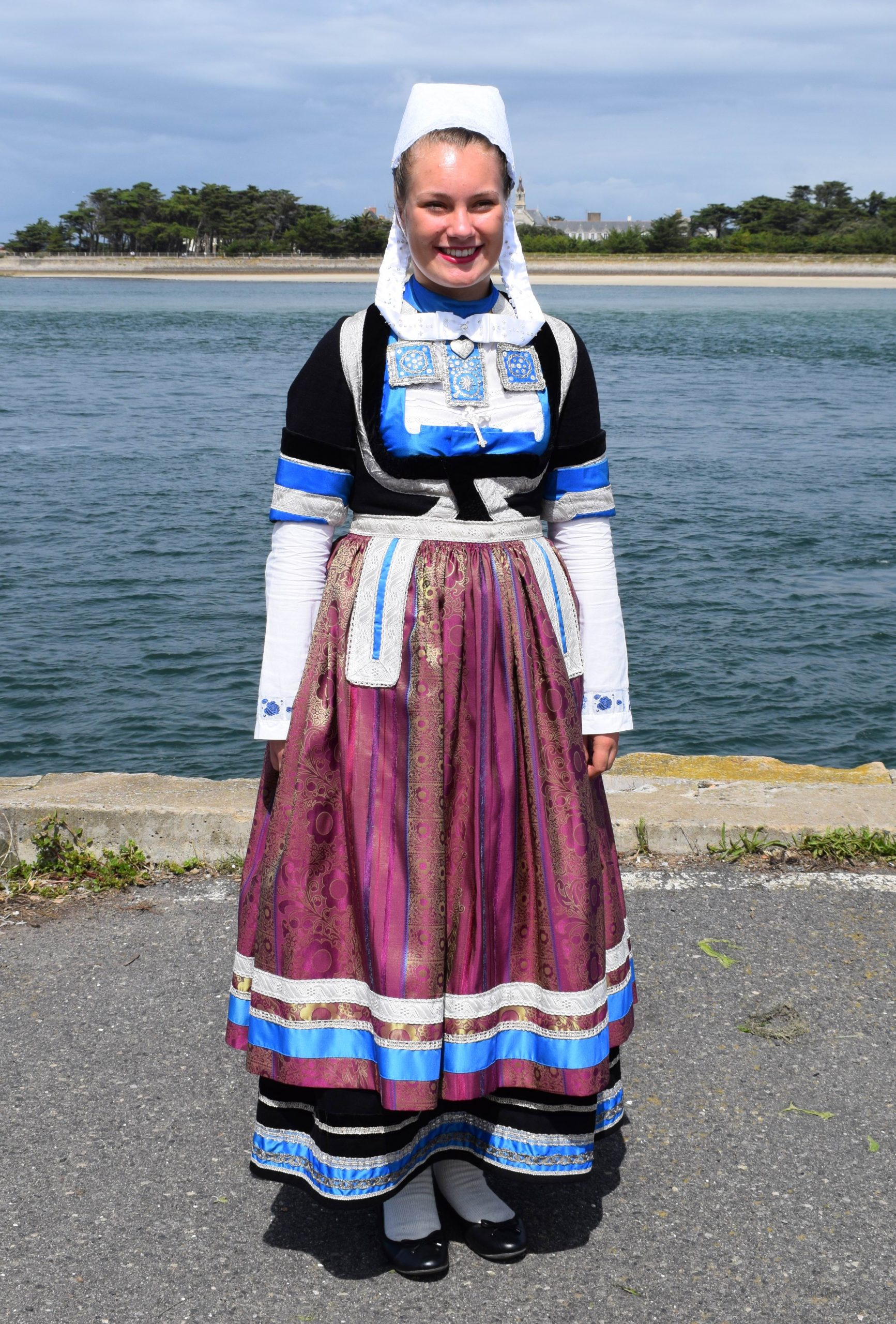
Costume de cérémonie de la fin du XIXe siècle.

- Transmettre les techniques de confection des costumes :

Le cercle assure la transmission des techniques de confection à savoir la broderie au fil de soie et à la cannetille, le perlage, le filet et autres techniques de couture.

## Les costumes
Les danseurs du groupe scénique portent le costume traditionnel du Pays Glazig. Le cercle présentent une diversité de costumes différents.

### Pour les femmes
- Le costume de cérémonie de la fin du XIXe siècle en drap de laine noir, le corsage est bordé de ruban bleu et de galon argent. Le tablier est en taffetas de couleur vive.
- Le costume de mariage des femmes du début du XXe siècle, brodé de perles et cannetille sur le velours noir avec un tablier de satin crème bordé de dentelle.
- Le costume de cérémonie des femmes de plus de 30 ans du début du XXe siècle, en velours noir et tablier noir complété par une parure de cou perlée[6].

Les femmes portent la coiffe Borledenn.

### Pour les hommes

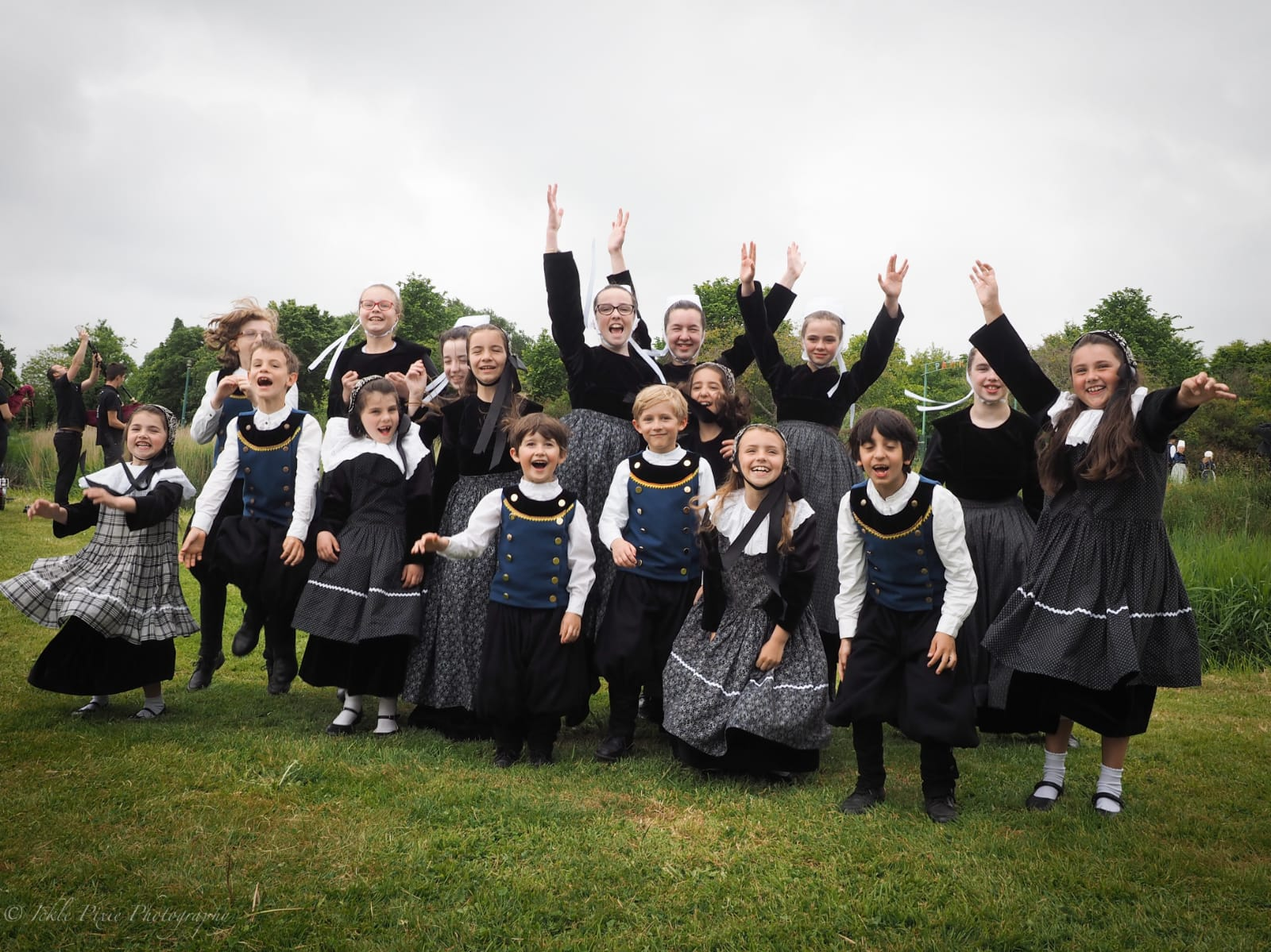
Photo du groupe enfant du cercle lors de la fête Gouel Ar Vugale 2019.

- Le costume des hommes de la fin du XIXe siècle, composé d’un devantier en drap bleu orné de broderies de fils de soie, une veste bleue et un bragoù bras noir[8].

### Pour les enfants
- Le costume des petites filles, début du XXe siècle robe en velours, sarrau en coton noir à petites fleur ou à carreaux et un bonnet noir perlé. Les plus petites portaient un costume identique mais tout en coton blanc.
- Les costumes de fillettes et de jeunes filles, début du XXe siècle en velours noir, un tablier de coton noir à petites fleurs. Suivant l’âge, les jeunes filles portent le bonnet ou la coiffe.
- Le costume de tous les jours de la fin du XIXe siècle, en drap de laine noir, un tablier en coton rouge ou vert, la coiffe portée est en coton brodé.
- Le costume de garçon est une réplique du costume des hommes soit de la fin du XIXe siècle avec un bragoù, soit du début du XXe siècle avec un pantalon.

## Les musiciens

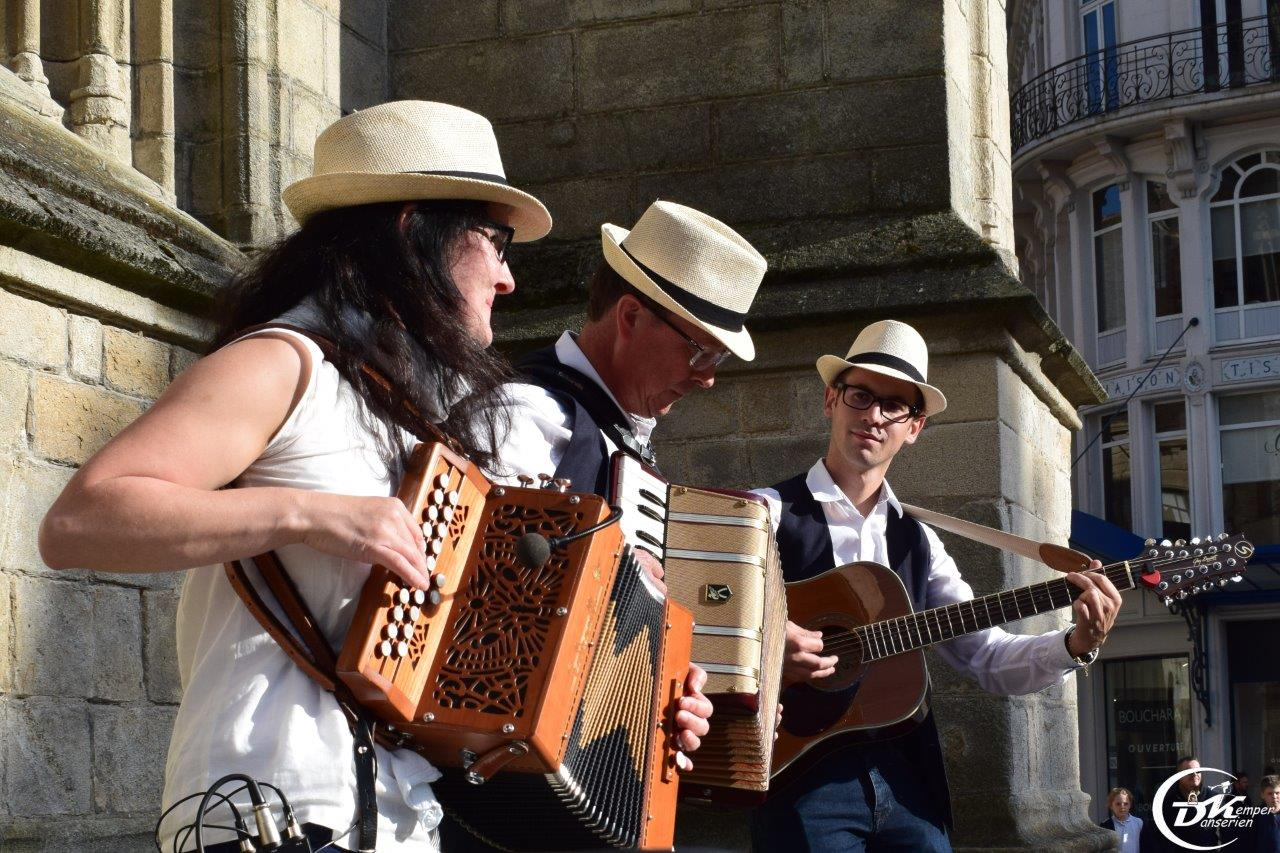
Photo des musiciens du cercle (été 2017).

L’accompagnement musical du groupe adulte est assuré par un groupe de musiciens : Laëtitia Kegoat (accordéon diatonique), Jérémy Guéguen (guitares acoustiques 6 et 12 cordes) et Benoît Le Hénaff (clavier,accordéon chromatique et saxophone). Le travail du groupe en étroite collaboration avec les danseurs a été récompensé à la suite des visionnages de la saison 2012/2013 : ils ont ainsi reçus le prix du groupe de musique de la part de War'l Leur parmi une cinquantaine de groupes.
Le groupe enfant est, quant à lui, accompagné par 2 chanteuses : Nolwenn Daheron et Eloïse Lagadec.